# Krîvobrodî, Cosău
Krîvobrodî (în ucraineană Кривоброди) este un sat în comuna Traci din raionul Cosău, regiunea Ivano-Frankivsk, Ucraina.

## Demografie
Componența lingvistică a localității Krîvobrodî
     Ucraineană (99,34%)
     Alte limbi (0,66%)
Conform recensământului din 2001, majoritatea populației localității Krîvobrodî era vorbitoare de ucraineană (99,34%), existând în minoritate și vorbitori de alte limbi.